# 29 mars dans les chemins de fer
29 février 29 avril
Chronologies thématiques
- Croisades
- Sports
- Disney

Cette page concerne les événements qui se sont déroulés un 29 mars dans les chemins de fer.

## Événements

### XXesiècle
- 1955. France : La locomotive électrique BB 9004 (Jeumont-Schneider)  réédite l'exploit de la veille à 331 km/h, sur la même ligne des Landes (la SNCF voulait assurer le même traitement à ses deux fournisseurs).